# 岸和田ロビン
岸和田 ロビン（きしわだ ロビン）は、日本のイラストレーターである。

## 主な作品

### 一般文芸
- すじぼり（福澤徹三著、角川文庫）

### ライトノベル
- DOORS（神坂一作、『ザ・スニーカー』、角川書店）
- イスカリオテ（三田誠作、『電撃文庫』、アスキー・メディアワークス）
- 交響詩篇エウレカセブン（杉原智則著、『角川スニーカー文庫』、角川書店）
- 紺碧ノたまゆら 〜ヨミノメ〜（神代明作、『スーパーダッシュ文庫』、集英社）
- シャルロット・リーグ（吉岡平、『ファミ通文庫』、KADOKAWA）

### 児童文学
- 飛べ! ぼくらの海賊船（鷹見一幸作、『角川つばさ文庫』、角川書店）

### キャラクターデザイン
- アークライズファンタジア（Wii、マーベラスエンターテイメント）
- ルクス・ペイン（ニンテンドーDS、マーベラスエンターテイメント）